# Шевон Марш
Шевон Марш (англ. Chevone Marsh, нар. 25 лютого 1994, Кінгстон) — ямайський футболіст, півзахисник клубу «Кавальєр» і національної збірної Ямайки.

## Клубна кар'єра
Народився 25 лютого 1994 року в місті Кінгстон. Вихованець футбольного клубу «Кавальєр».
У дорослому футболі дебютував 2012 року виступами за команду клубу «Кавальєр», кольори якої захищає й донині.
У 2016 був оренований фінським клубом «Кокколан».

## Виступи за збірні
Протягом 2012–2013 років залучався до складу молодіжної збірної Ямайки. На молодіжному рівні зіграв у 3 офіційних матчах, забив 1 гол.
З 2016 року залучається до складу національної збірної Ямайки
У складі збірної був учасником розіграшу Кубка Америки 2016 року в США.